# Adelhelm
Adelhelm (* vor 1120; † 24. Februar 1131 in Engelberg) war ein Benediktiner und Abt.

## Leben
Er war Benediktiner des Klosters Muri und wurde erster Abt des Klosters Engelberg.